# Vladimir Muntean
Vladimir Feodorovici Muntean (în ucraineană Володимир Федорович Мунтян; n. 14 septembrie 1946, Kotovsk, Podilsk city council⁠(d), RSS Ucraineană, URSS) este un fost fotbalist și antrenor sovietic și ulterior ucrainean, cunoscut pentru cariera sa din cadrul clubului Dinamo Kiev. El face parte din comunitatea românilor din Ucraina.